# Rainer Pottel

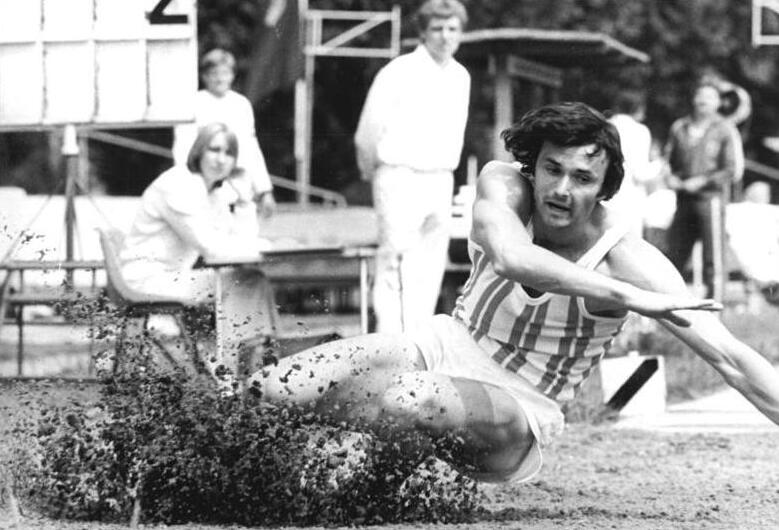
Rainer Pottel wird 1981 DDR-Meister im Zehnkampf

Rainer Pottel (* 29. August 1953 in Berlin) ist ein ehemaliger Leichtathlet aus der Deutschen Demokratischen Republik, der dreimal den DDR-Meistertitel im Zehnkampf gewann.
Pottel belegte bei den DDR-Hallenmeisterschaften 1974 den dritten Platz im Mehrkampf. Im Freien gewann er 1974 den Titel. 1976 erreichte er im Freien den zweiten Platz hinter Siegfried Stark. 1977 belegte Pottel in der Halle den zweiten Platz, im Freien erreichte er den dritten Platz. 1978 siegte Pottel zum zweiten Mal bei den DDR-Meisterschaften. Bei den Europameisterschaften 1978 in Prag belegte Pottel den achten Platz. Zwei Jahre später nahm Pottel erneut am Saisonhöhepunkt teil, gab aber bei den Olympischen Spielen in Moskau nach drei ungültigen Versuchen im Weitsprung auf. 1981 gewann Pottel bei den DDR-Meisterschaften in der Halle und im Freien. Bei einem Wettkampf in Birmingham stellte er mit 8311 Punkten (8338 nach der heute gültigen Wertung von 1985) seine persönliche Bestleistung auf und war damit 1981 Weltjahresbester.
Pottel nahm von 1974 bis 1981 an 17 Wettkämpfen im Nationaltrikot teil. Er startete für den TSC Berlin. Bei einer Körpergröße von 1,85 m betrug sein Wettkampfgewicht 81 kg. Im Rahmen des Staatsdopings in der DDR nahm auch Pottel Dopingmittel ein.
Pottel, dessen Spezialdisziplin im Rahmen des Zehnkampfs der Stabhochsprung war, arbeitete nach seinem Karriereende als Trainer im Sprungbereich und im Mehrkampf. Zu seinen Schützlingen gehörten der Hochsprungweltmeister Martin Buß und der Zehnkämpfer und Hallenmehrkampfweltmeister André Niklaus. 2010 wurde er Zehnkampf-Bundestrainer.